# Пенткі
Пенткі (пол. Piętki, нім. Blumental) — село в Польщі, у гміні Каліново Елцького повіту Вармінсько-Мазурського воєводства.
Населення — 298 осіб (2011).
У 1975-1998 роках село належало до Сувальського воєводства.

## Демографія
Демографічна структура станом на 31 березня 2011 року:
|          | Загалом | Допрацездатний вік | Працездатний вік | Постпрацездатний вік |
| -------- | ------- | ------------------ | ---------------- | -------------------- |
| Чоловіки | 150     | 36                 | 102              | 12                   |
| Жінки    | 148     | 38                 | 89               | 21                   |
| Разом    | 298     | 74                 | 191              | 33                   |